# Comuna Ipotești, Olt
Ipotești este o comună în județul Olt, Muntenia, România, formată numai din satul de reședință cu același nume.

## Demografie
Componența etnică a comunei Ipotești
     Români (80,7%)
     Romi (12,7%)
     Alte etnii (0%)
     Necunoscută (6,6%)
Componența confesională a comunei Ipotești
     Ortodocși (93,04%)
     Alte religii (0,22%)
     Necunoscută (6,74%)
Conform recensământului efectuat în 2021, populația comunei Ipotești se ridică la 1.394 de locuitori, în scădere față de recensământul anterior din 2011, când fuseseră înregistrați 1.441 de locuitori. Majoritatea locuitorilor sunt români (80,7%), cu o minoritate de romi (12,7%), iar pentru 6,6% nu se cunoaște apartenența etnică. Din punct de vedere confesional, majoritatea locuitorilor sunt ortodocși (93,04%), iar pentru 6,74% nu se cunoaște apartenența confesională.

## Politică și administrație
Comuna Ipotești este administrată de un primar și un consiliu local compus din 11 consilieri. Primarul, Constantin Necșuț[*], de la Partidul Social Democrat, este în funcție din octombrie 2020. Începând cu alegerile locale din 2024, consiliul local are următoarea componență pe partide politice:
|  | Partid                    | Consilieri | Componența Consiliului | Componența Consiliului | Componența Consiliului | Componența Consiliului | Componența Consiliului | Componența Consiliului | Componența Consiliului | Componența Consiliului | Componența Consiliului |
|  | ------------------------- | ---------- | ---------------------- | ---------------------- | ---------------------- | ---------------------- | ---------------------- | ---------------------- | ---------------------- | ---------------------- | ---------------------- |
|  | Partidul Social Democrat  | 9          |                        |                        |                        |                        |                        |                        |                        |                        |                        |
|  | Partidul Național Liberal | 1          |                        |                        |                        |                        |                        |                        |                        |                        |                        |
|  | Partidul Puterii Umaniste | 1          |                        |                        |                        |                        |                        |                        |                        |                        |                        |